# KrasAir
KrasAir ou Krasnoyarsk Airlines (russo: Красноярские авиалинии) foi uma das principais companhias aéreas da Rússia com base em Krasnoyarsk. Operou com transporte regional e internacional de passageiros. Em 2008 KrasAir sofreu uma crise, e depois de uma seqüência de paradas operacionais e  várias greves, a empresa deixou de operar em outubro de 2008.

## Frota

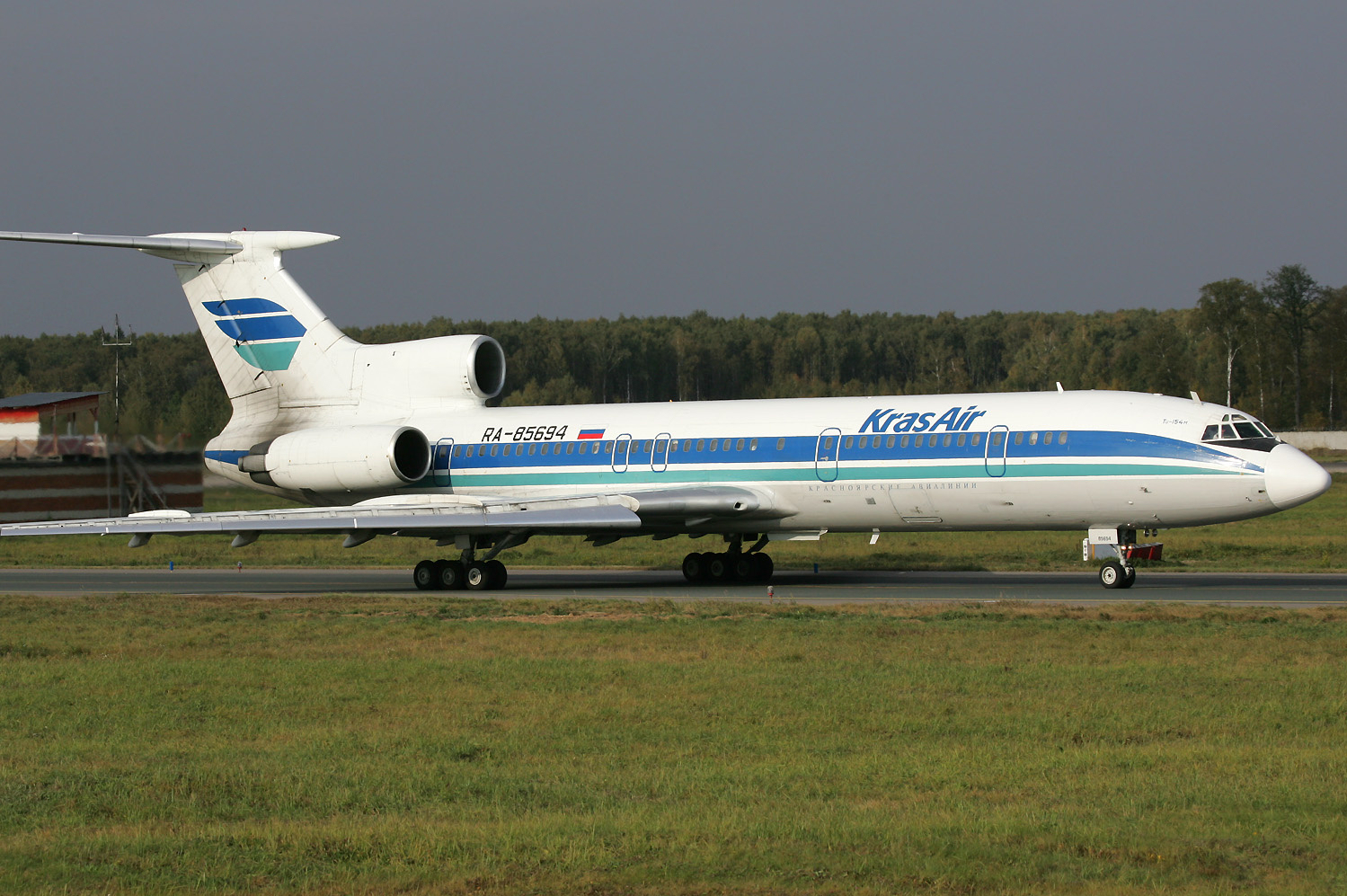
Tupolev Tu-154 da KrasAir.

Em Maio de 2008.
- Boeing 737-300: 6
- Boeing 757-200: 4
- Boeing 767-200ER: 4
- Ilyushin Il-62M: 2
- Ilyushin Il-76: 2
- Ilyushin Il-86: 4
- Ilyushin Il-96-300: 2
- McDonnell Douglas DC-10-30: 1
- Tupolev Tu-154: 15
- Tupolev Tu-214: 1
- Yakovlev Yak-40: 3
- Yakovlev Yak-42: 3